# シンフォニックゲームミュージックコンサート

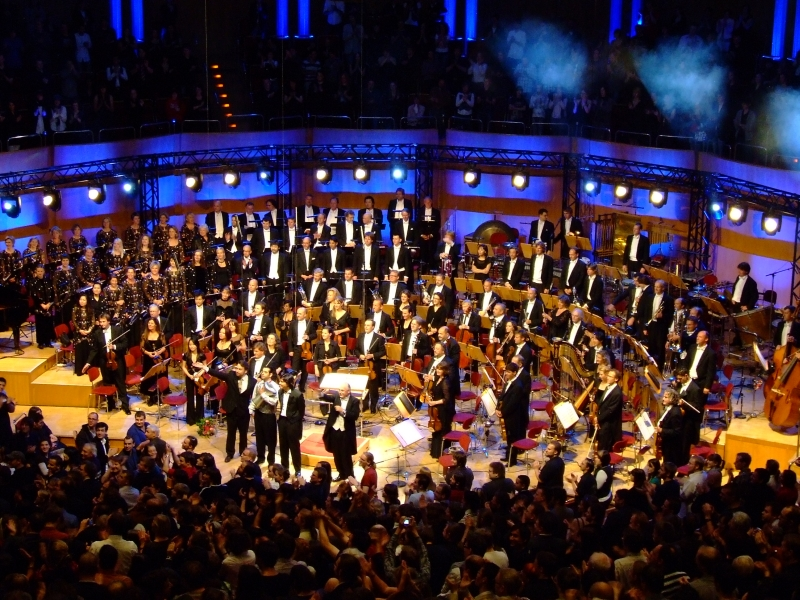
演奏後、『シンフォニックファンタジース』の参加者で

シンフォニックゲームミュージックコンサート（Symphonic Game Music Concerts）は2003年から毎年ドイツで行われているゲーム音楽のコンサートシリーズである。日本外で初めて行われたゲーム音楽コンサートとして知名度が高まり、もっとも長く続いているゲーム音楽コンサートのシリーズである。 トーマス・ベッカーをプロデューサーに、アンディ・ブリック（2003年〜2007年）、アルニー・ロート（2008年と2009年）とニクラス・ウィッレン（2010年から）の指揮で様々な交響管弦楽団が参加してきた。
『GC in Concert』（ゲームコンベンション・イン・コンサート）はライプツィヒで行われたゲーム博覧会の開始イベントとして2003年から2007年にゲヴァントハウスを会場に行われた。2008年に主催者によりキャンセルとなるも、西ドイツ放送協会 （WDR）の協力のもと、新たなゲームミュージックコンサートとしてケルンフィルハーモニー管弦楽団による同フィルハーモーニックホールで行われることとなった。

## 歴史
トーマス・ベッカーは1999年よりゲーム業界で様々なサウンドトラックのプロデューサー、ディレクター、そしてアドバイザーとして活躍してきた。メレグノン社のゲームコンピレーション三部作の製作総指揮、プロジェクトの指導者としての役割が、彼に世界中の指揮者、管弦楽団、作曲家との出会いをもたらすこととなる。
日本のゲームコンサート、特に1990年代の『オーケストラによるゲーム音楽コンサート』に感銘を受け、日本外で最初の同様のイベントのコンセプトを打ち立てた。より多くの観客に最大限にアピールするためコンサートは、既に確立されていたゲーム業界関連のイベントと同時に行うよう予定された。 ベッカーが2002年にそのアイデアをライプツィヒメッセのスタッフに持ちかけ、シンフォニックゲームミュージックコンサートは、ヨーロッパー初のゲーム博覧会『GC - Game Convention』（ゲームコンベンション）にて行われる事になった。
ライプツィヒメッセが出資し、ベッカーは作曲家に声を掛けたり、それぞれの会社から作品演奏の権利を得、コンサートのプログラムの作成など、イベントのプランを担った。ベッカーは、演奏される曲のレパートリーに関してはヨーロッパのゲームに限定するのではなく、その時のアジアやアメリカの大ヒット作のタイトル曲も入れ、様々や音楽スタイルを演奏することにした。
初のシンフォニックゲームミュージックコンサートの演奏曲の大部分は既にオーケストラ用にアレンジされた曲だったため、2003年の4月に始まったイベントの準備期間は4ヶ月間と短期間で完了した。
コンサート初回の観客の意見を元に、定番のゲーム曲がより多く追加された。ベッカーはコンサートの企画をそれぞれ約1年間設け 、次々に新しく実験的な内容を加えて行った。ゲームサウンドトラックをただ単にオーケストラによって演奏する、ということではなく、作曲家が新たに解釈するというアプローチになった。ベッカーと彼のチームが先駆けたこれらの働きかけは、日本外のゲーム音楽コンサートへのゲーム会社からの多大な協力を得、イベントの数は増加していった。シンフォニックゲームミュージックコンサートのシリーズは、以来世界的な大きなプレミアで知名度を高め、シリーズ内に生まれた演奏は 『Press Start -Symphony of Games-』、 『PLAY! A Video Game Symphony』 と 『Distant Worlds: Music from Final Fantasy』というイベントで再演奏され、ベッカーは2005年から2007年まで関わった。2007年以降、ベッカーは『Distant Worlds』のアドバイザーとしても活動している。
シンフォニックゲームミュージックコンサートは、クラシックのコンサートに近い体験を目指し、ゲームの映像や舞台照明も使用せず、音楽自体とその演奏のクオリティを大事にするシリーズだ。『オーケストラによるゲーム音楽コンサート』からインスピレーションされたCG・イン・コンサートは、内二曲をアレンジしたものを演奏し 、『オーケストラによるゲーム音楽コンサート』のCDジャケットに使用されたものと同様に、デザイナーの鈴木ちさがデザインした音楽家の人形を使用した。
多くの有名なゲーム音楽の作曲家たちがイベントや、そのサイン会に参加したことに加えて、 浜口史郎、山根ミチル、古代祐三と光吉猛修が編曲や、演奏担当として参加したりもした。

## GC・イン・コンサート
2003年より、絶賛された5つのコンサート がライプツィヒのゲヴァントハウスで主催された。全てのコンサートは2000人の観客で満席だった。2006年までのコンサートはライプツィヒのゲームコンベンションの開始イベントにもなり、ドイツの政治家やゲームデザイナーウィル・ライトのようなゲーム業界の広告塔によるスピーチや参加が多くあった。
2003年に行われたシンフォニックゲームミュージックコンサート第一回目は、日本外の初のゲーム音楽コンサートとなった。これは、ライプツィヒのゲーム博覧会のコンサートの中で、唯一チェコ・ナショナル交響楽団によって演奏されたもので、その後のコンサートはプラハの『FILMharmonic Orchestra』によって演奏された。 本田聖嗣やロニー・バッラクのような音楽家がオーケストラに参加するようになり、第四回目のコンサートの時には初の合唱団や、ゲヴァントハウスのパイプオルガンの演奏も加わった。

### GC・イン・コンサートのキャンセル
2008年の初頭、シンフォニックゲームミュージックコンサートのホームページには、ライプツィヒのゲヴァントハウスにおいて、ゲーム博覧会のコンサートは行われないというメッセージが掲載された。その年のゲーム博覧会の開始イベントは、代わりに『ビデオゲームライブ』というショーがライプツィヒアリーナで行われた。
トミー・タラリコによると2007年のゲームコンベンションにいずれのコンサートもそれぞれイベントの開始時と終了時に行うことについて、ベッカーとのやりとりがあったが、双方ともに、これは観客を混乱させる恐れからそのアイデアをやめたという。ライプツィヒメッセはキャンセルの理由として、シンフォニックゲームミュージックコンサートの目的は、ビデオゲームを価値ある文化として政治や経済に訴えるためのものでもあり、2007年以降開始セレモニーから切り離されたためにその機会を失ったため、と述べている。ベッカーによると、ライプツィヒメッセはビデオゲームライブとの共同企画について、ベッカーやチームに対しての事前の知らせはなく、ベッカーたちはプレスリリースによって初めてその事実を知る事となった。

## 2007年以降
指揮者スコット・ロートンの手引きによって、ケルンの西ドイツ放送協会（WDR）ラジオオーケストラのマネージャーのウィンフリード・フェッヒナーよりベッカーに連絡が入る。フェッヒナーは楽団に新しい音楽を求めており、第五回シンフォニックゲームミュージックコンサートに招待されることとなった。観客の多大なる反応に感動したフェッヒナーは、若い人たちのクラシックへの興味を高めるチャンスを感じ、メレグノン社と協力することにした。その結果、『drammatica -The Very Best of Yoko Shimomura-』というCDが間もなく発売になり、『PROMS That's Sound, that's Rhythm』のコンサートに初めてゲーム音楽が演奏された。

### シンフォニック・シェード：ヒュルスベック・イン・コンサート
2007年の後半にベッカーは、ドイツにおけるゲームミュージシャンの作曲家であるクリス・ヒュルスベックの音楽を演奏するコンサート、『Symphonic Shades - Hülsbeck in Concert』（シンフォニック・シェード） の企画を発表し、2008年8月23日に開催を迎える。チケットは発売日から6日間で完売し、即座にシンフォニック・シェードの開催日の午後11時に、同じく完売となる2回目の演奏が行われることとなった。加えて、これはラジオで生放送された世界で初めてのビデオゲームコンサートであった。

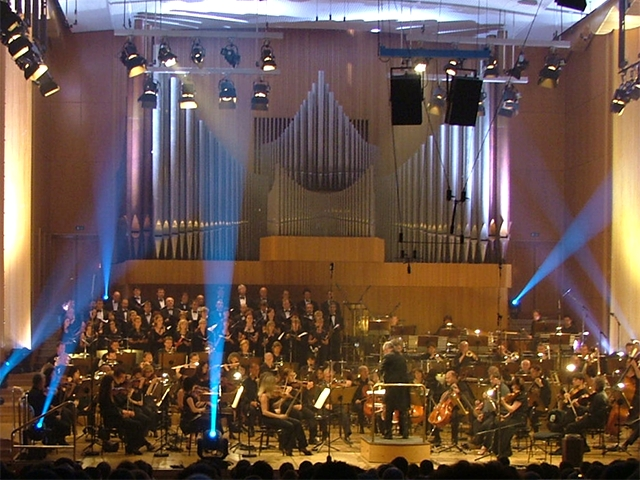
ケルンのWDRラジオ管弦楽団とFILMharmonic合唱団の『シンフォニック・シェード』の演奏

2008年12月17日にクリス・ヒュルスベック自身のレーベルsynSONIQ Recordsより、絶賛された シンフォニック・シェードのアルバムが発売された 。コンサート音源の他、コンサート前のリハーサルや、その後に収録された音源も合わせて収録された。最初に発売された1000枚の限定版は発売後1ヶ月も待たずに完売した。音源の継続的な供給のため、アルバムのデジタルのバージョンをiTunes とAmazon で販売し、追ってCD自体も2009年5月20日に再発売された。限定版と異なり、この再版版はより安価な通常パッケージでの販売となりつつも、限定版と同様のブックレットがより簡素な仕様となっている。
2009年8月4日に、ストックホルムのコンサートホールでの『Sinfonia Drammatica』というコンサートで、シンフォニック・シェードからの8曲と下村陽子の『drammatica』の曲がロイヤル・ストックホルム・フィルハーモニー管弦楽団によって演奏された。ジョネ・ヴァルトネンは、そのコンサートのために『Turrican II』のメインテーマの彼自身のアレンジをわずかに変えた。加えて2009年12月3日にはデュースブルクのフィルハーモニー管弦楽団が第三回ファミリーコンサートにてシンフォニック・シェードの9曲を演奏した。

### シンフォニック・ファンタジース：スクウェア・エニックスの音楽

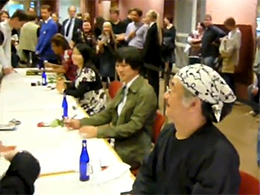
植松、光田、下村と菊田、シンフォニック・ファンタジーズの前に行われたサイン会にて

2008年の2月にトーマス・ベッカーがシンフォニックゲームミュージックコンサートをケルンで続ける考えを表明した。その企画はウィンフリード・フェッヒナーがゲーム音楽コンサートの『Symphonic Fantasies - music from Square Enix』（シンフォニック・ファンタジース）を発表した後、現実のものとなり、2009年9月12日にケルンのフィルハーモニックホールで行われた。コンサートのチケットがすぐに完売になったため、オーバーハウゼンのケーニグ・ピルゼナー・アリーナで2009年9月11日に再演することが決定された。コンサートはWDR4というラジオ局によって生放送されたことに加えて、インターネットのライブ・ストリーミングにて初めて世界中の観客に届けられた。コンサートの収録音源はWDRスタジオで編集され、アビー・ロード・スタジオでマスタリングされた後、日本では2010年9月15日にスクウェア・エニックス、ドイツでは2010年9月17日にユニバーサルミュージックのデッカ・レコードから発売された。CDは2010年9月のドイツのクラシック・チャートにおいて13位を獲得した。
シンフォニック・ファンタジースはスクウェア・エニックスのゲームの音楽を中心に、ファイナルファンタジー、聖剣伝説2、クロノ・トリガー、クロノ・クロスとキングダムハーツ の楽曲を最大18分の組曲 という形で演奏する、交響楽の楽章にならったものとなった。この斬新なアプローチは、ゲーム音楽のアレンジをもっと創造的にしたいというベッカーの意図から生まれた。選曲は作曲家の好みを重視し、原曲と様々なアレンジを細かに分析した後、 クラシック愛好家にも、初心者にも楽しい体験を提供出来るようコンサートプログラムと楽曲が構成された。
コンサートの雰囲気を演出するために一曲目に演奏されたのはジョネ・ヴァルトネンのオリジナル曲『Fanfare overture』であった。ニコラス・ウィレンの指揮でケルンWDRラジオ管弦楽団が演奏したそのファンファーレの初期の録音はシンフォニック・ファンタジースの正式ウェブサイトでリリースされた。コンサートのリハーサルには、これまでゲームミュージックコンサートよりも長く、2週間という期間が設けられた。

### シンフォニック・レジェンド：任天堂の音楽
シンフォニック・ファンタジースの評判を受け、『Symphonic Legends - music from Nintendo』（シンフォニック・レジェンド）のタイトルで次のシンフォニックゲームミュージックコンサート企画が発表された。2010年9月23日にケルンのフィルハーモニックホールで行われたそのコンサートは、ニコラス・ウィレンを指揮者として起用し、ジョネ・ヴァルトネンがアレンジメントの担当と、『Fanfare for the Common 8-bit Hero』（平凡な8ビットヒーロに捧げるファンファーレ）というオープニング曲の作曲を手がけた。他にもロジャー・ワナモ、そしてゲスト・アレーンジャーの浜口史郎、松尾早人、浜渦正志とトルステン・ラッシュが楽曲を提供した。任天堂の音楽が中心になったこのイベントは、スーパーマリオブラザーズ、スーパーマリオギャラクシー、スーパードンキーコング、メトロイド、F-ZERO、スターフォックス、ピクミンとゼルダの伝説などの楽曲が取り上げられた。シンフォニック・レジェンドのチケットは2010年3月19日に完売した。
演奏はWDR4にラジオで5.1chのサラウンドサウンドで生放送され、ドイツ国内にインターネットにてビデオストリーミングされた。
シンフォニック・レジェンドは、メトロイドの現代的なアレンジメントと、その交響曲を背景にゼルダの伝説を物語る35分間の交響詩などによって、ゲーム音楽コンサートの世界に様々な革新をもたらした。コンサートの後半部を占めるこの交響詩は、『Hyrulian Child』、『Dark Lord』、『Princess of Destiny』、『Battlefield』と『Hero of Time』の5パートから成る。
2011年6月1日にはロイヤル・ストックホルム・フィルハーモニー管弦楽団がストックホルムのコンサートホールでシンフォニック・レジェンドから着想を得た『LEGENDS』というコンサートを演奏することになった。6人のアレンジャーによって作られたシンフォニック・レジェンドと違って、『LEGENDS』はジョネ・ヴァルトネン、ロジャー・ワナモと浜渦正志の三人にアレンジされることになった。コンサートに出席することに加えて、三人ともファンと交流するイベントに参加することが決定された。

### シンフォニック・オディシース：植松伸夫へのトリビュート
2011年7月9日、WDRラジオ管弦楽団はケルンのフィルハーモニックホールにて、植松伸夫とその業績に敬意を表した『シンフォニック・オディシース』（Symphonic Odysseys）のコンサートを開催する。
2010年12月1日に発売されたチケットは12時間以内に完売したため、同じ日の午後3時にもう一つの演奏が行われるようになった。

## 室内楽と学校コンサート
トーマス・ベッカーは、シンフォニックゲームミュージックコンサートの他に、弦楽アンサンブルによる『The Chamber Music Game Concerts』（室内楽ゲームミュージックコンサート）、学校で行うコンサートシリーズの、『Heroes of Imagination』（想像の勇者達）と『Super Mario Galaxy – A Musical Adventure』（スーパーマリオギャラクシー　音楽の冒険）も手がけている。
室内楽ゲームミュージックコンサートは2005年にライプツィヒのゲーム博覧会の時に行われたゲーム大会（GC杯）で初演され、その後2006年のゲーム博覧会の記者会見時や、コブレンツの県立博物館での展覧会『任天堂　カードゲームからゲームボイへの道』の際にも行われた。
4つの学校コンサート『想像の勇者達』はクラシック音楽とゲームミュージックの相違性と類似性を呈示すること、そして若い世代に管弦楽団のコンサートをより身近に感じてもらうことを目的とし、任天堂、スクウェア・エニックスとセガの後援の下に行われた。2010年の1月には、同管弦楽団が再び5つのコンサートを行った。人気の『想像の勇者達』に代わって『スーパーマリオギャラクシー　音楽の冒険』というタイトルのコンサートシリーズが後を継いだ。ピーターと狼をモデルに現代的にアレンジされたミュージカル部分にはスーパーマリオギャラクシーのストーリーが語られ、 任天堂の正式ライセンスと後援による演奏とともに行われた。

## 賞
- 2011年　ベストRPGサウンドトラックアレンジメント：『Symphonic Fantasies - music from Square Enix』、RPGFan Awards 2010[78]
- 2010年　ベストアルバムアレンジメント（ソロ・アンサンブル）：『Symphonic Fantasies - music from Square Enix』、Annual Game Music Awards 2010[79]
- 2010年　ベストコンサート：『Symphonic Legends - music from Nintendo』、スウェーデンの雑誌『LEVEL』[80]